# Seznam knih o Star Wars
Tento článek je seznamem scifi knih s tematikou světa Star Wars. Společnost Lucasfilm po vydání filmu Star Wars: Epizoda I – Skrytá hrozba rozdělila veškerou literaturu i jiná díla do tří základních ér, jež jsou od sebe vyznačeny charakteristickými symboly.
Tento seznam neobsahuje díla typu deník a komiksy, ale ilustrované knihy sestavené z komiksů už ano. Pro komiksy je vyčleněna samostatná stránka.

## Kánon

### Epizoda I- Skrytá hrozba,Epizoda II- Klony útočí,Star Wars: Klonové války (film),Star Wars: Klonové války (seriál)
| Název                                  | Chronologie | Vydání v USA  | Autor            |
| -------------------------------------- | ----------- | ------------- | ---------------- |
| Star Wars: Catalyst: A Rogue One Novel | 22-17 BBY   | listopad 2016 | James Luceno     |
| Star Wars: Temný učeň                  | 19 BBY      | červenec 2015 | Christine Golden |

### Epizoda III – Pomsta Sithů
| Název                                      | Chronologie                              | Vydání v USA  | Autor               |
| ------------------------------------------ | ---------------------------------------- | ------------- | ------------------- |
| Ashoka                                     | 18 BBY                                   | říjen 2016    | E. K. Johnston      |
| Adventures in Wild Space: The Escape       | 18 BBY                                   | únor 2016     | Cavan Scott         |
| Adventures in Wild Space: The Snare        | 18 BBY                                   | únor 2016     | Cavan Scott         |
| Adventures in Wild Space: The Nest         | 18 BBY                                   | únor 2016     | Tom Huddleston      |
| Adventures in Wild Space: The Steal        | 18 BBY                                   | červen 2016   | Cavan Scott         |
| Adventures in Wild Space: The Dark         | 18 BBY                                   | červen 2016   | Tom Huddleston      |
| Adventures in Wild Space: The Cold         | 18 BBY                                   | březen 2017   | Cavan Scott         |
| Adventures in Wild Space: The Rescue       | 18 BBY                                   | květen 2017   | Tom Huddleston      |
| Star Wars: Lords of the Sith               | 14 BBY                                   | duben 2015    | Paul S. Kemp        |
| Star Wars: Tarkin                          | 14 BBY                                   | listopad 2014 | James Luceno        |
| Star Wars: Rebel Rising                    | 13 BBY (prolog je zasazen do roku 0 BBY) | květen 2017   | Beth Revis          |
| Star Wars: Thrawn                          | 11 BBY-2 BBY                             | duben 2017    | Timothy Zahn        |
| Star Wars: Nový úsvit                      | 11 BBY                                   | září 2014     | John Jackson Miller |
| Star Wars: Ztracené hvězdy                 | 11 BBY-5 ABY                             | září 2015     | Claudia Gray        |
| Servants of the Empire: Edge of the Galaxy | 6-5 BBY                                  | říjen 2014    | Jason Fry           |
| Star Wars Rebels: Ezra's Gamble            | 5 BBY                                    | srpen 2014    | Ryder Windham       |

### Star Wars Povstalci
| Název | Chronoligie        | Měsíc vydání v USA | Autor(ři)     |
| --- | ------------------ | ------------------ | ------------- |
| Star Wars Rebels: Rise of the Rebels - Adaptace Nulté série seriálů Star Wars Povstalci                                               | 5 BBY              | Srpen 2014         | Michael Kogge |
| Star Wars Rebels: The Rebellion Begins - Adaptace Star Wars Povstalci: Jiskra Rebelie                                                 | 5 BBY              | Říjen 2014         | Michael Kogge |
| Star Wars Rebels: Droids in Distress - Adaptace Star Wars Povstalci: Jiskra Rebelie a Star Wars Povstalci: První řada, epizody 1 a 3. | 5 BBY              | Listopad 2014      | Michael Kogge |
| Servants of the Empire: Rebel in the Ranks - Adaptace Star Wars Povstalci: První řada, epizoda 4                                      | 5 BBY              | Březen 2015        | Jason Fry     |
| Star Wars Rebels: Ezra's Duel with Danger - Adaptace Star Wars Povstalci: První řada, epizody 6-8                                     | 4 BBY              | Březen 2015        | Michael Kogge |
| Servants of the Empire: Imperial Justice                                                                                              | 4 BBY              | Červenec 2015      | Jason Fry     |
| Servants of the Empire: The Secret Academy                                                                                            | 4 BBY              | Říjen 2015         | Jason Fry     |
| Star Wars Rebels: Battle of the End                                                                                                   | 4 BBY              | Červen 2015        | Michael Kogge |
| Leia: Princess of Alderaan | 3 BBY              | Září 2017          | Claudia Gray  |
| Guardians of the Whills | Mezi 2 BBY a 0 BBY | Květen 2017        | Greg Rucka    |

### Rogue One
| Název                                         | Chronologie | Měsíc vydání v USA | Autor(ři)       |
| --------------------------------------------- | ----------- | ------------------ | --------------- |
| Rogue One: Star Wars Story - Filmová adaptace | 0 BBY       | Prosinec 2016      | Alexander Freed |
| Rogue One: A Star Wars Story - A Junior Novel | 0 BBY       | Prosinec 2016      | Matt Forbeck    |

### Epizoda IV – Nová naděje
| Název                                                     | Chronologie                                                          | Měsíc vydání v USA                | Autor(ři)         |
| --------------------------------------------------------- | -------------------------------------------------------------------- | --------------------------------- | ----------------- |
| A New Hope: The Princess, the Scoundrel, and the Farm Boy | 0 BBY-0 ABY                                                          | Září 2015                         | Alexandra Bracken |
| Star Wars: Nová naděje - Filmová adaptace                 | 0 BBY-0 ABY                                                          | Květen 2017 (přetisk z roku 2004) | Ryder Windham     |
| Pašerákova zkouška: Dobrodružství Hana Sola a Chewbaccy   | 0 ABY (prolog a epilog jsou zasazeni do roku 34 ABY)                 | Září 2015                         | Greg Rucka        |
| Star Wars Battlefront II: Inferno Squad                   | 0 ABY                                                                | Červenec 2017                     | Christine Golden  |
| Star Wars: Dědic rytířů Jedi                              | 0 ABY                                                                | Únor 2015                         | Kevin Hearne      |
| Zbraň rytířů Jedi: Dobrodružství Lukea Skywalkera         | 0 ABY prolog a epilog jsou zasazeni do roku 34 ABY)                  | Září 2015                         | Jason Fry         |
| Star Wars Battlefront: Twilight Company                   | 3 ABY (flashbacky jsou zasazeny do roků 6 BBY, 4 BBY, 0 BBY a 0 ABY) | Listopad 2015                     | Alexander Freed   |

### Epizoda V – Impérium vrací úder
| Název                                              | Chronologie                                          | Měsíc vydání v USA                | Autor(ři)                     |
| -------------------------------------------------- | ---------------------------------------------------- | --------------------------------- | ----------------------------- |
| The Empire Strikes Back: So You Want to Be a Jedi? | 3 ABY                                                | Září 2015                         | Adam Gidwitz                  |
| Star Wars: Impérium vrací úder - Filmová adaptace  | 3 ABY                                                | Květen 2017 (přetisk z roku 2004) | Ryder Windham                 |
| Pohyblivý cíl: Dobrodružství princezny Leiy        | 4 ABY (prolog a epilog jsou zasazeni do roku 34 ABY) | Září 2015                         | Cetil Castellucci a Jason Fry |

### Epizoda VI – Návrat Jediů
| Název                                                  | Chronologie                                          | Měsíc vydání v USA                | Autor(ři)               |
| ------------------------------------------------------ | ---------------------------------------------------- | --------------------------------- | ----------------------- |
| Return of the Jedi: Beware the Power of the Dark Side! | 4 ABY                                                | Září 2015                         | Tom Angleberger         |
| Star Wars: Návrat Jediů - Filmová adaptace             | 4 ABY                                                | Květen 2017 (přetisk z roku 2004) | Ryder Windham           |
| Star Wars: Aftermath                                   | 4 ABY                                                | Září 2015                         | Chuck Wendig            |
| Star Wars: Aftermath: Life Debt                        | 5 ABY (prolog a epilog jsou zasazeni do roku 25 BBY) | Červenec 2016                     | Chuck Wendig            |
| Star Wars: Aftermath: Empire's End                     | 5 ABY (předehra je zasazena do roku 4 ABY)           | Únor 2017                         | Chuck Wendig            |
| Star Wars: Bloodline                                   | 28 ABY                                               | Květen 2016                       | Claudia Gray            |
| Star Wars: Před probuzením                             | 34 ABY                                               | Prosinec 2015                     | Greg Rucka              |
| Star Wars: Join the Resistance                         | 34 ABY                                               | Březen 2017                       | Ben Acker a Ben Blacker |
| Star Wars: Join the Resistance: Escape from Vodran     | 34 ABY                                               | Říjen 2017                        | Ben Acker a Ben Blacker |

### Síla se probouzí
| Název                                          | Chronologie | Měsíc vydání v USA | Autor(ři)          |
| ---------------------------------------------- | ----------- | ------------------ | ------------------ |
| Star Wars: Síla se probouzí - Filmová adaptace | 34 ABY      | Prosinec 2015      | Alan Dean Foster   |
| Star Wars: The Force Awakens                   | 34 ABY      | Únor 2016          | Michael Kogge      |
| The Force Awakens: Rey's Story                 | 34 ABY      | Únor 2016          | Elizabeth Schaefer |
| The Force Awakens: Finn's Story                | 34 ABY      | Září 2016          | Jesse J. Holland   |

## Legends (Expanded Universe)

### Éra Staré republiky

#### Lost Tribe of the Sith
- Lost Tribe of the Sith: Precipice (2009), od Johna Jacksona Millera (5000 BBY)
- Lost Tribe of the Sith: Skyborn (2009), od Johna Jacksona Millera (5000 BBY)